# NetBEUI
NetBEUI (NetBios Extended User Interface) est un protocole réseau non-routable de réseau local. En 2005, il est surtout utilisé sur des ordinateurs utilisant d'anciennes versions de Microsoft Windows.

## Historique
Il a été développé par IBM, puis repris et utilisé par Novell, ainsi que Microsoft pour les séries des Windows NT et Windows for Workgroups. Parce qu'il ne peut être employé que sur un réseau local et ne permet pas d'acheminer des paquets entre réseaux (ce que permet, par exemple, TCP/IP), NetBEUI permettait la réalisation de réseaux moins vulnérables aux attaques extérieures. Il était également réputé être plus rapide, car plus simple. Il a été peu à peu abandonné, au profit notamment de IPX/SPX (plus rapide que TCP/IP pour le jeu en réseau local par exemple).
NetBEUI ne bénéficie plus aujourd'hui de l'assistance technique de Microsoft, même s'il est toujours configurable dans le panneau de configuration des systèmes d'exploitation Windows. C'est TCP/IP qui est devenu le standard sur les PC.

## Utilisation
NetBEUI permet par exemple à des utilisateurs connectés à un réseau local mais n'ayant pas le même masque de sous-réseau de s'échanger des fichiers (via le Favoris réseau de Windows par exemple).